# Episodi di Supercar (terza stagione)
La terza stagione della serie televisiva Supercar è stata trasmessa in prima visione negli Stati Uniti dalla NBC dal 30 settembre 1984 al 2 maggio 1985.
| nº | Titolo originale              | Titolo italiano                    | Prima TV USA      | Prima TV Italia |
| -- | ----------------------------- | ---------------------------------- | ----------------- | --------------- |
| 1  | Knight of the Drones (part 1) | I misteri di China Town - 1ª parte | 30 settembre 1984 |                 |
| 2  | Knight of the Drones (part 2) | I misteri di China Town - 2ª parte | 30 settembre 1984 |                 |
| 3  | The Ice Bandits               | L'abito non fa il monaco           | 7 ottobre 1984    |                 |
| 4  | Knights on the Fast Lane      | I piloti dell'Eden                 | 14 ottobre 1984   |                 |
| 5  | Halloween Knight              | Un gorilla a Los Angeles           | 28 ottobre 1984   |                 |
| 6  | K.I.T.T. vs K.A.R.R.          | K.I.T.T. contro K.A.R.R.           | 4 novembre 1984   | 12 aprile 1986  |
| 7  | The Rotten Apples             | Le mele marce                      | 11 novembre 1984  |                 |
| 8  | Knight in Desgrace            | In attesa di giudizio              | 18 novembre 1984  |                 |
| 9  | Dead of Knight                | L'orchidea velenosa                | 2 dicembre 1984   |                 |
| 10 | Lost Knight                   | Alla ricerca di K.I.T.T.           | 9 dicembre 1984   |                 |
| 11 | Knight of the Chameleon       | Il camaleonte                      | 30 dicembre 1984  |                 |
| 12 | Custom Made Killer            | Intrigo di classe                  | 6 gennaio 1985    |                 |
| 13 | Knight by a Nose              | Truffa all'ippodromo               | 13 gennaio 1985   |                 |
| 14 | Junk Yard Dog                 | Coraggio K.I.T.T.!                 | 3 febbraio 1985   |                 |
| 15 | Buy Out                       | L'ancora di salvezza               | 10 febbraio 1985  |                 |
| 16 | Knightlines                   | Un computer tra le spie            | 3 marzo 1985      |                 |
| 17 | The Nineteenth Hole           | L'onorata famiglia                 | 10 marzo 1985     |                 |
| 18 | Knight & Knerd                | Il raggio di cristallo             | 17 marzo 1985     |                 |
| 19 | Ten Wheel Trouble             | Trasporti in esclusiva             | 24 marzo 1985     |                 |
| 20 | Knight in Retreat             | La clinica della scienza           | 29 marzo 1985     |                 |
| 21 | Knight Strike                 | Nel mirino del laser               | 5 aprile 1985     |                 |
| 22 | Circus Knights                | K.I.T.T. al circo                  | 2 maggio 1985     |                 |